# Parhydraena asperita
Parhydraena asperita är en skalbaggsart som beskrevs av Perkins 2009. Parhydraena asperita ingår i släktet Parhydraena och familjen vattenbrynsbaggar. Inga underarter finns listade i Catalogue of Life.